# Oued Taga
Oued Taga (em árabe: وادي الطاقة) (anteriormente  Bouhmar), é uma cidade localizada na província de Batna, no noroeste da Argélia. Sua população era de 18 116 habitantes, em 2008.